# Heitstrenging
Heitstrenging, también Hietstrenja, Heitstrengingar o Strengdir,  fue un ritual vikingo de juramento solemne que se usaba ampliamente en Escandinavia. Esta práctica surgió durante el periodo de paganismo nórdico, posiblemente de raíces persas, y desapareció con la introducción del Cristianismo en la región. Tradicionalmente los votos tenían lugar durante los blóts a Bragi, la deidad de los escaldos. El orador permanecía en pie y apoyaba un pie sobre una roca y pronunciaba su juramento:
«Sobre está piedra solemnemente juro...»
Entonces el orador bebía de un bragafull, un cuerno especial para beber. A resaltar que debido al natural proceso del ritual, los votos se citaban cuando el orador estaba ebrio.
Lo relatado era la fórmula típica del heitstrenging y había muchas variaciones. Algunos poemas islandeses citan el ceremonial y los oradores imponen sus manos sobre cuerpos de animales sacrificados. Los votos se consideraban como una forma de jactancia y estarían por lo general relacionados con el relato de alguna gran hazaña. El heitstrenging se solía celebrar hacia el Yule, pero ocasionalmente también en sacrificios, fiestas, bodas, simples banquetes, etc. El incumplimiento de los votos comportaba un castigo, pero solían ser de corte disciplinario y casi siempre sin importancia significativa. 

## Ejemplos deheitstrengingen las sagas
- Harald I de Noruega: hay un ejemplo de heitstrenging cuando juró no cepillar ni cortarse el cabello hasta que gobernara toda Noruega.[5]

- Los jomsvikings juraban sus votos que tenían gran significado, sujeto a un código de conducta estricto. Sin embargo, por su carácter mercenario y depredador a veces tomaban rumbos inesperados. La saga Jómsvíkinga cita el juramento de los compatriotas de Svend I de Dinamarca para devastar Noruega, matar al jarl de Lade Håkon Sigurdsson, mientras se aseguraban de hacer lo mismo con Thorkel Leira y violar a su hija Ingeborg.[6][7][8]

- Herse Mundilsson, rey de Namdalen que perdió a su amada esposa y decidió quitarse la vida. Según Ágrip af Nóregskonungasögum juró sobre la roca su renuncia como rey, ya que nunca antes un rey se había suicidado. Sus descendientes serían los jarls de Lade.[9]

- Ketill Sigfússon en la saga de Njál juró proteger y vengar la muerte de su sobrino menor de edad Hoskuld Thrainsson si llegaba el caso, hijo del malogrado Thrain Sigfusson. El juramento comprometía a todo el clan familiar y desgraciadamente se cumplió la tragedia y Flosi Þórðarson no pudo negarse a encabezar la represalia contra los hijos de Njáll Þorgeirsson.[10]